# Kaliforniai Egyetem (Irvine)
A Kaliforniai Egyetem (Irvine) (angolul: University of California, Irvine (UCI vagy UC Irvine)) egy állami földterület-támogatással létrehozott kutatóegyetem a kaliforniai Irvine-ban. A Kaliforniai Egyetemrendszeren belül a tíz campus egyike. A UCI 87 egyetemi diplomát és 129 posztgraduális és szakmai diplomát kínál.
2019 őszén körülbelül 30 000 alapszakos és 6000 mesteris hallgató iratkozott be az UCI-be. Az egyetem az „R1: Doktori Egyetemek – Nagyon magas kutatási tevékenység” kategóriába tartozik, és 2018-ban 436,6 millió dollár kutatási és fejlesztési kiadása volt. A UCI 1996-ban lett az Amerikai Egyetemek Szövetségének tagja. Az egyetemet 1985-ben és 2001-ben a Public Ivies egyikeként értékelték az államilag finanszírozott egyetemeket összehasonlító felmérésekben, amelyek a szerzők szerint az Ivy League-hez hasonló oktatást biztosítanak.

## Fordítás
Ez a szócikk részben vagy egészben  az   University of California, Irvine című angol Wikipédia-szócikk ezen változatának fordításán alapul.  Az eredeti cikk szerkesztőit annak laptörténete sorolja fel. Ez a jelzés csupán a megfogalmazás eredetét és a szerzői jogokat jelzi, nem szolgál a cikkben szereplő információk forrásmegjelöléseként.